# سوکجونگ، پادشاه گوریو
پادشاه سوکجونگ (زاده ۱۰۵۴) (حکومت ۱۰۹۵ - ۱۱۰۵) پانزدهمین پادشاه گوریو بود. او پسر مونجونگ بود. او از سال ۱۰۹۵ تا سال ۱۱۰۵ به عنوان پادشاه گوریو حکومت کرد.